# سیارک ۱۸۸۴۳
سیارک ۱۸۸۴۳ (به انگلیسی: 18843 Ningzhou، نامگذاری:1999RK22) هجده هزار و هشتصد و چهل و سومین سیارک کشف شده‌است که در ۷ سپتامبر ۱۹۹۹ کشف شد.
قدر مطلق سیارک برابر ۱۸.۶ است.